# Шах Газі-хан
Шах Газі-хан (д/н — 1767) — хівинський хан у 1764—1767 роках.

## Життєпис
Походив з гілки Чингизідів. Про батьків обмаль відомостей, був казахським султаном, пасорбком Батир-хана. 1764 року після добровільного зречення хівинського хана Тауке запрошений на троню
Доволі швидко втратив вплив на політичні справи. В ханстві почалася боротьба між різними групами знаті, внаслідок чого частиною хівинців були запрошені туркменські племена, які захпоили Хіву, поваливши Шах Газі-хана. Новим ханом було поставлено Абулгазі III, сина Каїп-хана.